# Laminononion
Laminononion es un género de foraminífero bentónico de la subfamilia Astrononioninae, de la familia Nonionidae, de la superfamilia Nonionoidea, del suborden Rotaliina y del orden Rotaliida. Su especie tipo es Astrononion tumidum. Su rango cronoestratigráfico abarca desde el Luteciense (Eoceno medio) hasta la Actualidad.

## Clasificación
Laminononion incluye a la siguiente especie:
- Laminononion obii
- Laminononion tumidum, también considerado como Astrononion tumidum